# 地方税法
地方税法（ちほうぜいほう、昭和25年7月31日法律第226号）は、地方税について、地方公共団体の課税権を定め、都道府県および市区町村の税目や法定外普通税、地方税の賦課、徴収の手続等に関する日本の法律である。
地方税に関する地方公共団体の条例は、この法律の枠内において定める。1950年（昭和25年）7月31日公布、一部の規定を除き同日施行。

## 構成
- 第1章 総則 
  - 第1節 通則（1 - 8条の5）
  - 第2節 納税義務の承継（9 - 9条の4）
  - 第3節 連帯納税義務等（10 - 10条の4）
  - 第4節 第二次納税義務（11 - 11条の9）
  - 第5節 人格のない社団等の納税義務（12条・第12条の2）
  - 第6節 納税の告知等（13 - 13条の3）
  - 第7節 地方税優先の原則および地方税と他の債権との調整（14 - 14条の20）
  - 第8節 納税の猶予（15 - 15条の9）
  - 第9節 納税の猶予に伴う担保等（16 - 16条の5）
  - 第10節 還付（17 - 17条の4）
  - 第11節 更正、決定等の期間制限および消滅時効（17条の5 - 18条の3）
  - 第12節 行政手続法との関係（18条の4）
  - 第13節 不服審査及び訴訟 （19 - 19条の14）
  - 第14節 雑則（20 - 20条の13）
  - 第15節 罰則（21 - 第22条の2）
  - 第16節 犯則事件の調査および処分（22の3 - 第22条の31）
- 第2章 道府県の普通税
  - 第1節 道府県民税（23 - 71条の67）
  - 第2節 事業税（72 - 72条の76）
  - 第3節 地方消費税（72条の77 - 72条の117）
  - 第4節 不動産取得税（73 - 73条の38）
  - 第5節 道府県たばこ税（74 - 74条の29）
  - 第6節 ゴルフ場利用税（75 - 112条）
  - 第7節 自動車取得税（113 - 143条）
  - 第7節の2 軽油引取税（144 - 144条の60）
  - 第8節 自動車税（145 - 177条）
  - 第9節 鉱区税（178 - 258条）
  - 第10節 道府県法定外普通税（259 - 291条）
- 第3章 市町村の普通税 
  - 第1節 市町村民税（292 - 340条）
  - 第2節 固定資産税（341 - 441条）
  - 第3節 軽自動車税（442 - 463条）
  - 第4節 市町村たばこ税（464 - 485条の14）
  - 第5節 削除
  - 第6節 鉱産税（519 - 550条）
  - 第7節 削除
  - 第8節 特別土地保有税（585 - 668条）
  - 第9節 市町村法定外普通税（669 - 698条）
- 第4章 目的税
  - 第1節及び第2節 削除
  - 第3節 狩猟税（700条の51 - 700条の69）
  - 第4節 入湯税（701 - 701条の29）
  - 第5節 事業所税（701条の30 - 701条の74）
  - 第6節 都市計画税（702 - 702条の8）
  - 第7節 水利地益税、共同施設税、宅地開発税及び国民健康保険税（703 - 730条）
  - 第8節 法定外目的税（731 - 733条の27）
- 第5章 都等および固定資産税の特例 
  - 第1節 都等の特例（734 - 739条）
  - 第2節 固定資産税の特例（740 - 747条）
- 第6章 電子計算機を使用して作成する地方税関係帳簿書類の保存方法等の特例（748 - 756条）
- 附則

地方税における特例措置は、附則第3条の2から附則第57条に規定される。

## 特例
- 都の特例 - 道府県が徴収する地方税以外に市町村の普通税である固定資産税及び特別土地保有税、目的税である都市計画税の徴収と税率
- 特別区の特例 - 普通税の固定資産税及び特別土地保有税、目的税の都市計画税やその他徴収しない税
- 固定資産税の特例 - 大規模な償却資産に対する都道府県の課税など